# Kazys Grinius
Pour les articles homonymes, voir Grinius.
Kazys Grinius, né le 17 décembre 1866 à Selema et mort le 4 juin 1950 à Chicago, est un homme d'État lituanien. Il est le deuxième président de la république de Lituanie du 7 juin au 17 décembre 1926.

## Biographie
Grinius naît dans le village de Selema, près de Marijampolė, alors que la Lituanie fait partie de l'Empire russe. Il étudie la médecine à l'université d'État de Moscou. Jeune homme, il s'implique dans les mouvements activistes lituaniens et subit la persécution des autorités tsaristes.
En 1896, il épouse Joana Pavalkytė. Le couple vie à Virbalis et en 1899, ils ont un fils, Kazys, puis en 1902 une fille, Gražina. Durant la Première Guerre mondiale, ils vivent à Kislovodsk. En 1918, la femme et la fille de Grinius sont tuées lors d'une attaque de l'armée rouge.
Lorsque la Lituanie devient indépendante en 1918, Grinius devient un membre de l'Assemblée nationale en tant que membre du Parti agraire populaire. Entre 1920 et 1922, il est Premier ministre et signe un traité avec l'Union des républiques socialistes soviétiques.
 
En 1926, il est élu président par le Seimas, mais moins de six mois plus tard, il est renversé par un coup d'État, sous le prétexte qu'un complot communiste imminent est en préparation.
Quand le Troisième Reich envahit la Lituanie en 1941, Grinius refuse de collaborer. En 1944, tandis que l'armée rouge occupe de nouveau la Lituanie, il fuit à l'ouest et émigre aux États-Unis.
Il décède en 1950 à Chicago. Après l'indépendance de 1990, ses restes ont été rapatriés en Lituanie.